# Spengler Cup 1933
Der Spengler Cup 1933 (französisch Coupe Spengler 1933) war die elfte Auflage des gleichnamigen Wettbewerbs und fand im Dezember 1933 im Schweizer Luftkurort Davos statt. Als Spielstätte fungierte das dortige Eisstadion.
Das Turnier gewann die Mannschaft von HC Davos, die im Finale den Racing Club des France Paris mit 1:0 besiegte.

## Modus
In der Vorrunde spielten Mannschaften in zwei Gruppen, wobei jede Mannschaft nur zwei Spiele bestritt. Anschließend folgten Finalspiel und Spiel um Platz 3.

## Turnierverlauf

### Vorrunde
Gruppe 1
| 27. Dezember 1933 | HC Davos | 2:0 (2:0, 0:0, 0:0) | Grasshoppers Club Zürich | Eisstadion, Davos |

| 28. Dezember 1933 | University of Oxford | 0:1 (0:1, 0:0, 0:0) | Grasshoppers Club Zürich | Eisstadion, Davos |

| 29. Dezember 1933 | HC Davos | 1:2 (1:1, 0:1, 0:0) | University of Oxford | Eisstadion, Davos |

| Pl. |                          | Sp | S | U | N | Tore | Punkte |
| --- | ------------------------ | -- | - | - | - | ---- | ------ |
| 1.  | HC Davos                 | 2  | 1 | 0 | 1 | 3:2  | 2:2    |
| 2.  | University of Oxford     | 2  | 1 | 0 | 1 | 2:2  | 2:2    |
| 3.  | Grasshoppers Club Zürich | 2  | 1 | 0 | 1 | 1:2  | 2:2    |

Gruppe 2
| 27. Dezember 1933 | LTC Prag | 6:1 (2:0, 4:0, 0:1) | University of Cambridge | Eisstadion, Davos |

| 28. Dezember 1933 | Rapides de Paris | 1:0 (0:0, 0:0, 1:0) | LTC Prag | Eisstadion, Davos |

| 29. Dezember 1933 | Rapides de Paris | 12:0 (6:0, 2:0, 4:0) | University of Cambridge | Eisstadion, Davos |

| Pl. |                         | Sp | S | U | N | Tore  | Punkte |
| --- | ----------------------- | -- | - | - | - | ----- | ------ |
| 1.  | Rapides de Paris        | 2  | 2 | 0 | 0 | 13:0  | 4:0    |
| 2.  | LTC Prag                | 2  | 1 | 0 | 1 | 06:02 | 2:2    |
| 3.  | University of Cambridge | 2  | 0 | 0 | 2 | 01:18 | 0:4    |

### Finalspiele
Spiel um Platz 3
| 30. Dezember 1933 | University of Oxford | 3:0 (1:0, 2:0, 0:0) | LTC Prag | Eisstadion, Davos |

Final
| 31. Dezember 2019 12:10 Uhr | HC Davos | 1:0 (0:0, 1:0, 0:0) | Rapides de Paris | Eisstadion, Davos |

## Mannschaftskader
| HC Davos         | Christian Badrutt, Büchli, Hans Cattini, Pic Cattini, Emil Eberle, Albert Geromini, Franz Geromini, Bibi Torriani, Tauffer                                   |
| Rapides de Paris | Pete Bessone, Bruyer, François Cadorette, Gaby Chagnet, Marcel Claret, Michel Delesalle, Jean-Pierre Hagenauer, Meyran, Charles Michaelis, Jacques Morrisson |